# レキーム・ハーパー
レキーム・ジョーダン・ハーパー（Rekeem Jordan Harper, 2000年3月8日 - ）は、イングランドのサッカー選手。ポジションはMF。バートン・アルビオンFC所属。

## 経歴
12歳でウェスト・ブロムウィッチ・アルビオンFCの下部組織に加入する。年8月12日のAFCボーンマス戦でプレミアリーグデビューを果たし、2000年代に生まれた選手で2人目の出場となった。8月31日にはブラックバーン・ローヴァーズFCに期限付き移籍した。2019年7月にはウェスト・ブロムウィッチ・アルビオンと新たに3年契約を締結した。
2021年1月21日にフットボールリーグ・チャンピオンシップのバーミンガム・シティFCにシーズン終了まで期限付き移籍した。
2021年6月25日、バートン・アルビオンFCに3年契約で移籍した。